# دا بيبي
جوناثان لينديل كيرك (من مواليد 22 ديسمبر 1991)، المعروف باسم دا بيبي (بالإنجليزية: DaBaby) (معروف سابقًا باسم بيبي جيسوس)، هو مغني راب وكاتب أغاني أمريكي من مدينة شارلوت بولاية نورث كارولينا. بعد إصداره العديد من الألبومات القصيرة بين أعوام 2014 و2018، ارتفع دا بيبي إلى الصدارة في عام 2019 وأصبح أحد أشهر مغني الراب المعاصر.
ظهر أول ألبوم استديو له بيبي أون بيبي (2019) في المرتبة السابعة في ترتيب بيلبورد هوت 200 للألبومات، بينما حقق ألبومه الثاني كيرك (2019) المرتبة الأولى. الألبومات احتوت على الأغاني التي دخلت ترتيب بيلبورد هوت 100 وهم «سوج»، «إنترو»، و«بوب». أصبح ألبومه الثالث، بليم إت أون بيبي (2020) هو الألبوم الثاني على التوالي في وصوله إلى المرتبة الأولى في الولايات المتحدة. كما حصدت أغنية «روكستار» التي تضم رودي ريتش المرتبة الأولى في ترتيب بيلبورد هوت 100 وأيضًا في ترتيب المملكة المتحدة الموسيقي.

## حياة سابقة
ولد جوناثان لينديل كيرك في 22 ديسمبر 1991، في كليفلاند، أوهايو. انتقل إلى شارلوت بولاية نورث كارولينا في عام 1999، حيث قضى معظم سنواته الأولى. التحق بمدرسة فانس الثانوية حيث تخرج في عام 2010. التحق بجامعة نورث كارولينا في جرينسبورو لمدة عامين، لكنه لم يكمل دراسته، قائلاً إنه ذهب للدراسة فقط من أجل والديه. نشأ وهو يستمع إلى إيمينيم، 50 سنت وليل واين مع شقيقيه الأكبر سنًا.

## الفن
وصف تشارلز هولمز من رولينج ستون تدفق دا بيبي بأنه «أسلوب راكبي متقطع ودقيق ووحشي، وهي قوة سحق مقطعية يتم تسليمها بمثل هذا الزخم الأمامي، غالبًا ما تعطي الوهم بأنه يبدأ في موسيقى الراب قبل أن يبدأ الإيقاع». وأشهر مثال على ذلك هو أغنيته «سوج».
يتحدث عن مؤثريه، قال دا بيبي أنه درس فنانين مثل فيوتشر وليل وين وكانييه ويست، الذين قال «جاءوا وتقدموا باستمرار». وأوضح: «لقد درست جميع المتطورين العبقريين طوال لعبة الراب. أستعير من أي شخص لديه شيء لأقدمه». قارن جيف فايس من صحيفة ذا غارديان بشكل إيجابي مقارنة دا بيبي إلى بستا رايمز وإمينيم وميسْي إيليوت ولوداكريس، مشيرين إلى أوجه التشابه في أنماطهم الموسيقية التي تشمل «مصممو موسيقى الراب المبتكرين غير خائفين لجعل مقاطع الفيديو مليئة بالمحاكاة الساخرة المضحكة وأضواء الكاميرا وحركات الوجه المطاطي». وفقًا لـ ويس، فإن دا بيبي «يعكس نهجًا عفا عليه الزمن في لعبة الراب. إذا كان ترتيب الأغاني مليئ بأغنيات مظلمة عن الإدمان والحزن، فإنه يتجنب غناء موسيقى الراب التي يمكن أن تقلع رأسك». قال دا بيبي «لا أستطيع الغناء، لكني سأضرب بعض الملاحظات هنا وهناك».

## القضايا والخلافات القانونية
تورط دا بيبي في حادثة في هانتيرسفيل، كارولاينا الشمالية حيث أطلق على شاب يبلغ من العمر 19 عامًا رصاصة في البطن وتوفي بعد فترة وجيزة. وأكد دا بيبي ضلوعه في إطلاق النار وقال انه «تصرف دفاعا عن النفس». أسقطت أخطر التهم في مارس 2019، وأقر دا بيبي بأنه مذنب في حمل سلاح بشكل مخفي.
في يناير 2020، تم اعتقاله واستجوابه في ميامي لصلته بتحقيق في سرقة. تم القبض عليه في وقت لاحق بعد أن وجدت السلطات أنه مطلوب من القضاء في تكساس. نشأ أمر الاعتقال من مخالفة اعتداء. وفقًا لـ تي إم زي ومنافذ أخرى، قيل أن أعضاء طاقم دا بيبي قفزوا وسرقوا مروجًا موسيقيًا دفع فقط لـ دا بيبي 20 ألف دولار من 30 ألف دولار كان مستحقًا مقابل أداء في ميامي. تشير التقارير إلى أن دا بيبي وشركائه أخذوا 80 دولارًا نقديًا، وآيفون 7، وبطاقة ائتمان من المروج. تم اتهام دا بيبي بالاعتداء وأطلق سراحه من سجن مقاطعة ديْد في ميامي بعد 48 ساعة.
خلال جولته في عام 2020 «أب كلوز إن بيرسونال»، صفع دا بيبي معجبة وهو في طريقه إلى المسرح لأداء عرض في تامبا، فلوريدا. استجاب الحشد بصوت جماعي «بوو»، وغادر دا بيبي المكان دون أداء أي أغنية. قال إنه ضربها لأنها وضعت هاتفها قريبًا جدًا من وجهه أثناء التقاط مقطع فيديو باستخدام الفلاش. قال دا بيبي في مقطع فيديو نُشر على إنستغرام: «أعتذر عن وجود أنثى على الطرف الآخر. أعتقد أنه بحلول هذا الوقت، تعلمون أنه في الحقيقة أني كنت سأستجيب بالطريقة نفسها».

## ديسكغرافيا
- بيبي أون بيبي (2019)[27]
- كيرك (2019)[11]
- بليم إت أون بيبي (2020)

## جولات

### العنوان
- جولة بيبي أون بيبي (2019)[28]
- جولة كيرك (2019)[29]

## روابط خارجية
- دا بيبي على موقع IMDb (الإنجليزية)
- دا بيبي على موقع روتن توميتوز (الإنجليزية)
- دا بيبي على موقع ميوزك برينز (الإنجليزية)
- دا بيبي على موقع أول ميوزيك (الإنجليزية)
- دا بيبي على موقع ديسكوغز (الإنجليزية)